# Elvis: As Recorded Live on Stage in Memphis
Elvis: As Recorded Live on Stage in Memphis (с англ. — «Элвис: В записи с концерта в Мемфисе») — пятый концертный альбом американского певца Элвиса Пресли, вышедший в 1974 году. Песня «How Grea Thou Art» с этого альбома принесла Пресли третью из трёх наград «Грэмми» (в категории «Духовная песня»). Пластинка заняла 33-е место в американском хит-параде.

## Обзор
Альбом представляет стандартный концертный репертуар Пресли середины 1970-х гг. Ко времени записи данного концерта у RCA Records катастрофически не хватало материала для новых пластинок Элвиса Пресли. С 1972 года Пресли записывался неохотно и крайне нерегулярно. Именно это вынудило лейбл пойти на выпуск третьего за 2 года концертного альбома. Позже песню «Let Me Be There» включили также в «Moody Blue» (1977) — последний альбом Пресли — также ввиду нехватки материала.
В 2004 году на специализированном лейбле Follow That Dream, принадлежащем RCA Records, вышла полная версия концерта, которая включала восемь песен, не вошедших в оригинальный альбом 1974 года.

## Список композиций

### Оригинальная версия (1974)
1. See See Rider
2. I Got a Woman
3. Love Me
4. Tryin' to Get to You
5. Long Tall Sally / Whole Lotta Shakin' Goin' On / Your Mama Don’t Dance / Flip Flop and Fly / Jailhouse Rock / Hound Dog
6. Why Me Lord?
7. How Great Thou Art
8. Blueberry Hill / I Can’t Stop Loving You
9. Help Me
10. An American Trilogy
11. Let Me Be There
12. My Baby Left Me
13. Lawdy Miss Clawdy
14. Can't Help Falling In Love
15. Closing Vamp

Форматы: грампластинка, аудиокассета, компакт-диск.

### Расширенная версия (2004)
1. Introduction: Also Sprach Zarathustra
2. See See Rider
3. I Got a Woman / Amen
4. Love Me
5. Tryin' to Get to You
6. All Shook Up
7. Steamroller Blues
8. Teddy Bear / Don’t Be Cruel
9. Love Me Tender
10. Long Tall Sally / Whole Lotta Shakin' Goin' On / Your Mama Don’t Dance / Flip Flop and Fly / Jailhouse Rock / Hound Dog
11. Fever
12. Polk Salad Annie
13. Why Me Lord?
14. How Great Thou Art
15. Suspicious Minds
16. Introductions by Elvis
17. Blueberry Hill / I Can’t Stop Loving You
18. Help Me
19. An American Trilogy
20. Let Me Be There
21. My Baby Left Me
22. Lawdy Miss Clawdy
23. Funny How Time Slips Away
24. Can't Help Falling In Love
25. Closing Vamp

Форматы: компакт-диск.